# Margaret Brimble

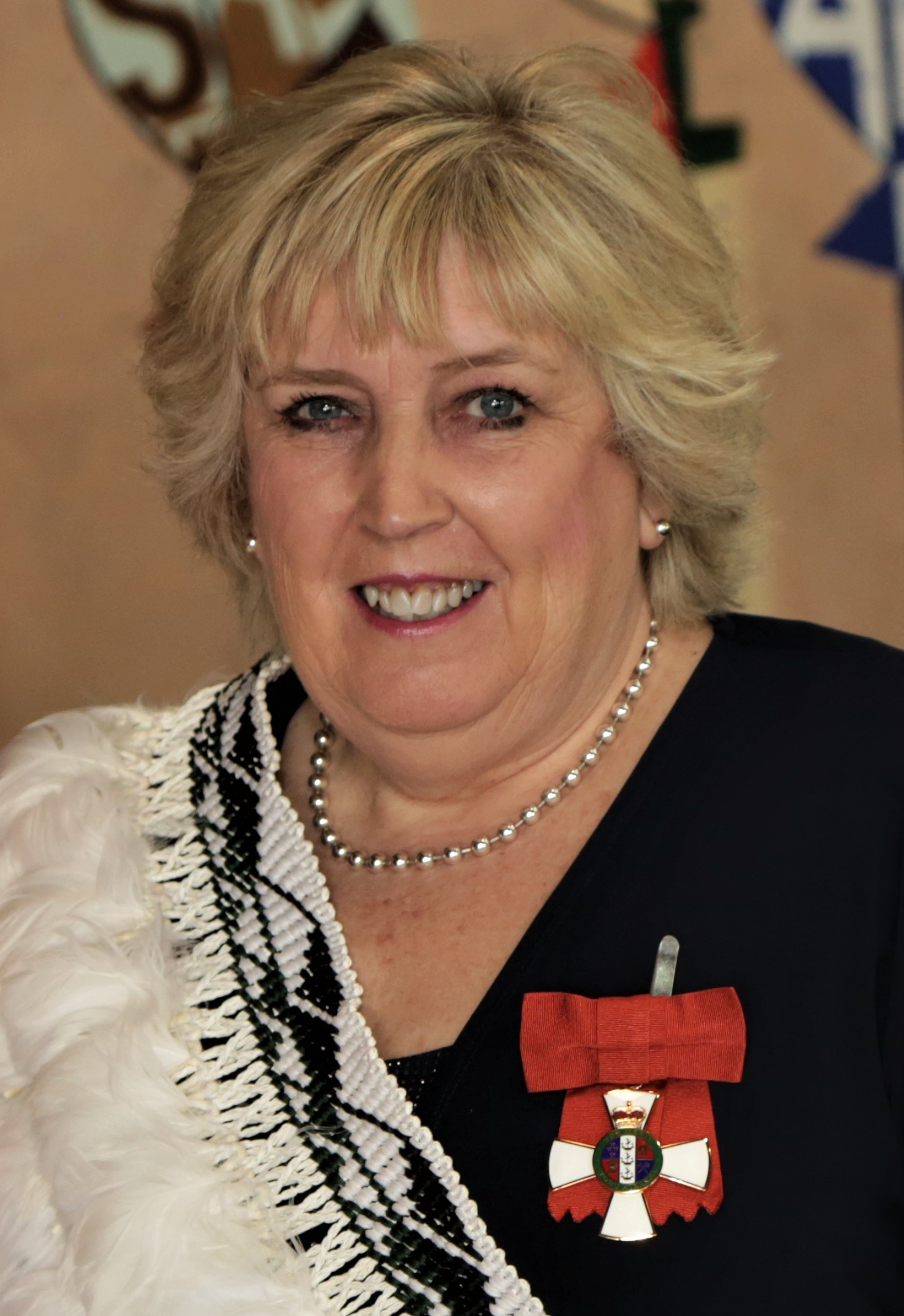
Margaret Brimble, nach ihrer Ernennung zur DNZM für Verdienste um die Wissenschaft, im Government House, Auckland, am 16. Mai 2019

 Margaret Anne Brimble, DNZM (* 20. August 1961 in Auckland, Neuseeland) ist eine neuseeländische Chemikerin und Hochschullehrerin. Sie ist Professorin und Direktorin für Medizinische Chemie an der University of Auckland, wo sich ihre Forschung auf die Synthese von Naturstoffen und neuartiger Peptide konzentriert. Sie ist die zweite Frau, die 2012 nicht nur die Rutherford-Medaille, sondern im selben Jahr auch die Hector-Medaille und die MacDiarmid-Medaille erhielt.

## Leben und Werk

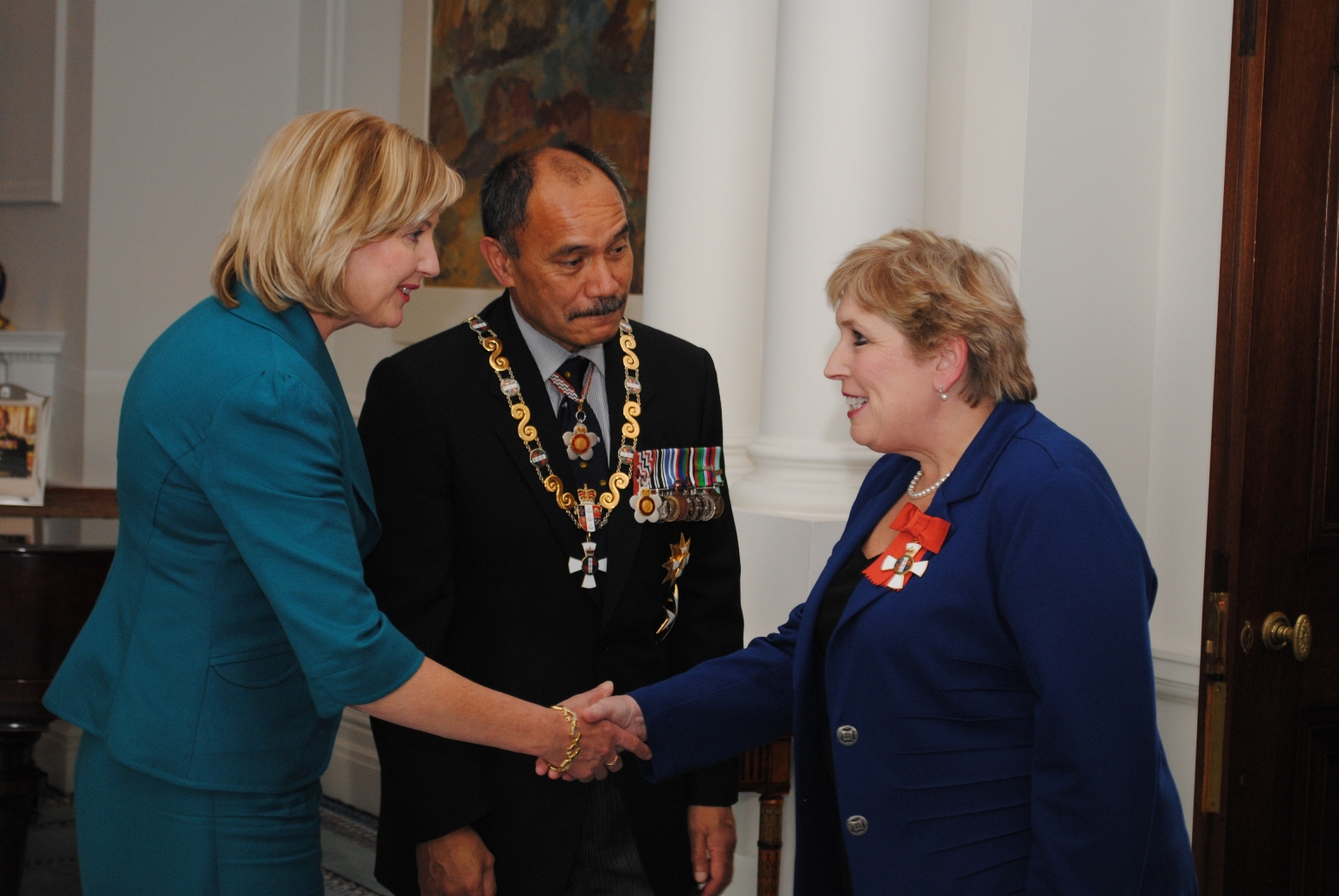
Margaret Brimble (rechts) schüttelt Lady Mateparae die Hand, nachdem sie am 3. Mai 2012 vom Generalgouverneur Sir Jerry Mateparae als CNZM für Verdienste um die Wissenschaft ernannt wurde

Brimble wuchs in Auckland auf und schloss 1983 ihr Chemiestudium an der University of Auckland mit einem Master of Science mit First Class Honours ab. Anschließend erhielt sie ein britisches Commonwealth-Stipendium und promovierte an der University of Southampton im Vereinigten Königreich. 1986 wurde sie als Dozentin an die Massey University berufen. Nach einer Gastprofessur an der University of California, Berkeley, wechselte sie 1995 als Dozentin für Organische Chemie an die University of Sydney. 1999 übernahm sie den Lehrstuhl für Organische Chemie an der University of Auckland. Sie führte in Neuseeland den ersten Bachelor of Science-Abschluss in medizinischer Chemie ein und ist seit 2002 Direktorin des Medizinischen Chemieprogramms. Brimble wurde 2012 zum Distinguished Professor an der University of Auckland ernannt.

## Forschung
Die Forschung von Brimble konzentriert sich auf die Synthese neuartiger bioaktiver Naturstoffe wie neuartige Antikrebsmittel, antibakterielle und antivirale Wirkstoffe, Peptide und Peptidmimetika zur Behandlung neurodegenerativer Erkrankungen sowie die Synthese von Peptidkomponenten für Melanom-Impfstoffe.
Sie entwickelte den Medikamentenkandidaten NNZ2566 für Neuren Pharmaceuticals, der sich derzeit in Zusammenarbeit mit dem Walter Reed Institute der US-Armee in klinischen Phase-2b-Studien zur Behandlung traumatischer Hirnverletzungen befindet. Die Arbeit an dem Medikament gegen Hirnverletzungen umfasste die Modifizierung eines natürlich vorkommenden Peptids, das nach einer traumatischen Hirnverletzung im Gehirn vorkommt und dabei hilft, den sekundären Zelltod zu verhindern. Brimble und ihr Team haben 120 ähnliche Versionen des natürlichen Peptids entwickelt, von denen NNZ-2566 stabiler ist und die Blut-Hirn-Schranke besser überwinden kann als die natürliche Version. Die US-Armee hat 23 Millionen US-Dollar in das potenzielle Medikament investiert, das sich derzeit in fortgeschrittenen klinischen Studien am Menschen befindet.
Das Molekül könnte für ein breites Spektrum von Patienten von Nutzen sein, darunter Patienten mit Gehirnerschütterungen oder Kopfverletzungen durch Unfälle, ballistische Kopfverletzungen, Schlaganfallpatienten und sogar Menschen, die einigen Toxinen ausgesetzt waren.
Ihre Arbeit an einer medikamentösen Behandlung des Rett-Syndroms, einer neurologischen Entwicklungsstörung, von der vor allem Mädchen betroffen sind, soll die erste Heilung einer Störung ermöglichen, die die Entwicklung des Kindes im Alter von etwa 18 Monaten beeinträchtigt. Das Medikament Trofinetid/NNZ-2566 hat von der US-amerikanischen Food and Drug Administration den Orphan-Drug- und Fast-Track-Status erhalten und wird auch zur Behandlung des Fragiles-X-Syndroms, einer erblichen Ursache geistiger Behinderung, insbesondere bei Jungen, und als potenzielle Behandlung traumatischer Hirnverletzungen entwickelt.
Brimble ist Mitbegründerin des Krebsimmuntherapieunternehmens SapVax, das ihre CLipPA-Peptidlipidierungstechnologie zur Entwicklung selbstadjuvanter Krebsimpfstoffe auf Peptidbasis lizenziert hat. Ihr Peptidchemielabor ist Neuseelands einziges Labor, das von Medsafe für die Herstellung von Peptiden für klinische Studien am Menschen akkreditiert wurde.
Sie hat mehr als 300 Artikel veröffentlicht und ist Erfinderin von 16 Patenten. Sie ist derzeit Vorsitzende des Kuratoriums der Rutherford Foundation, leitende Forscherin am Maurice-Wilkins-Center for Molecular Biodiscovery, Titularmitglied der Abteilung für organische und biomolekulare Chemie der International Union of Pure and Applied Chemistry (IUPAC) und Mitglied von über 10 Redaktionen von Fachzeitschriften und von internationalen Beiräten, darunter Organic and Biomolecular Chemistry, Natural Product Reports und MedchemComm der Royal Society of Chemistry. Sie ist die ehemalige Vorsitzende des Marsden Fund – Chemistry, Physics and Biochemistry Panel, ein ehemaliges Mitglied des Marsden Fund Council und die ehemalige Präsidentin der International Society of Heterosymmetric Chemistry.

## Auszeichnungen (Auswahl)
- 2001: Federation of Asian Chemical Societies Distinguished Chemist Award
- 2001: Fellow of the Royal Society Te Apārangi
- 2004: Mitglied des New Zealand Order of Merit
- 2007: UNESCO-L’Oréal-Preis
- 2011: Adrien Albert Award des Royal Australian Chemical Institute
- 2012: MacDiarmid Medal[6]
- 2012: Companion of the New Zealand Order of Merit (CNZM)
- 2012: zweite Frau, die die Rutherford Medal erhielt[7][8]
- 2014: Innovation, Science and Health Award
- 2015: IUPAC Distinguished Women in Chemistry/Chemical Engineering Award
- 2016: Marsden Medal[9]
- 2017: 150 Women in 150 Words der Royal Society Te Apārangi
- 2018: Fellow of the Royal Society[10]
- 2018: George and Christine Sosnovsky Award in Cancer Therapy
- 2019: Dame Companion of the New Zealand Order of Merit (DNZM)
- 2022: Royal Society of Chemistry Pedler Award for Research and Innovation in Organic Chemistry
- 2023: Ernest Guenther Award
- 2023: Davy-Medaille der Royal Society[11]
- Fellow of the New Zealand Institute of Chemistry
- Fellow of the Royal Australian Chemical Institute[12]